# 아푸소모나스속
아푸소모나스속(Apusomonas)은 아푸소조아 분류군 중 하나이다. 종 Apusomonas proboscidea를 포함하고 있다.